# Taurus 3110
Taurus 3110 (również: Taurus-XL, Minotaur-C-3110, Minotaur-C-XL) – czteroczłonowa, całkowicie stałopędna rakieta nośna z rodziny Taurus; jedna z dwóch wersji oznaczanych jako XL; opracowana i oferowana przez prywatną amerykańską firmę Orbital Sciences, na bazie rakiet Pegasus.
Może być wystrzeliwana z 4 kosmodromów na terenie Stanów Zjednoczonych:
- bazy sił powietrznych Vandenberg
- stacji sił powietrznych Cape Canaveral
- Wallops Flight Facility
- poligonu imienia Ronalda Reagana

## Warianty osłon
W zależności od ilości i wielkości ładunku, rakieta może być wyposażona w jedną z 2 osłon aerodynamicznych:
- 63" - z miejscem na 1 ładunek - o maksymalnych wymiarach wewnętrznych 1,328×3,934 m
- 63" - z miejscem na 2 ładunki

## Chronologia startów
1. 24 lutego 2009, 09:55:30 GMT; s/n ?; miejsce startu: Vandenberg Air Force Base (SLC-576E), USA
Ładunek: Orbiting Carbon Observatory; Uwagi: start nieudany – z powodu nieodłączenia się osłony aerodynamicznej, jej dodatkowa masa uniemożliwiła rakiecie osiągnięcie prędkości wymaganej do osiągnięcia orbity; satelita wraz z ostatnim członem rakiety spadł lotem balistycznym do oceanu, w pobliżu Antarktyki
2. 4 marca 2011, 10:09:43 GMT; s/n ?; miejsce startu: Vandenberg Air Force Base (SLC-576E), USA
Ładunek: Glory, KySat-1, Hermes, Explorer 1 Prime; Uwagi: start nieudany – z powodu nieodłączenia się osłony aerodynamicznej, jej dodatkowa masa uniemożliwiła rakiecie osiągnięcie prędkości wymaganej do osiągnięcia orbity; satelity wraz z ostatnim członem rakiety spadły lotem balistycznym do Oceanu Spokojnego.